# Kissidougou flygplats
Kissidougou flygplats är en flygplats i Guinea.   Den ligger i prefekturen Kissidougou och regionen Faranah, i den södra delen av landet, 400 km öster om huvudstaden Conakry. Kissidougou flygplats ligger 525 meter över havet.